# Christoph Spangenberg (Politiker)
Christoph Spangenberg (geboren 6. Oktober 1590 in Münden; gestorben 7. März 1648 ebenda) war ein deutscher Kaufmann und Mündener Bürgermeister.

## Leben
Christoph Spangenberg wurde zur Zeit des Herzogtums Braunschweig-Lüneburg geboren als Sohn des Amtsmannes und Mündener Ratsherrn Johann Spangenberg (gestorben 20. Oktober 1596) und der Anna Schneider, genannt Schröder (gestorben 1602).
Er erlernte den Beruf des Kaufmannes und erwarb das Mündener Bürgerrecht. Zudem wirkte Christoph Spangenberg als fürstlicher Faktor beziehungsweise Hofkammerfaktor.
Während des Dreißigjährigen Krieges wirkte Spangenberg 1628 als Ratsherr in Münden, in den Jahren 1630 und 1646 er als Mündener Bürgermeister.
Um 1620 heiratete er Maria von der Rosen (1602–1644), Tochter des Sebastian von der Rosen und der Anna Motz. Aus der Ehe gingen der Sohn und spätere Mündener Ratsherr sowie fürstliche Faktor Christian Spangenberg oder Christoph Spangenberg (1621–1664) hervor sowie die Tochter Katharina Elisabeth Spangenberg (1641–1693), die 1659 in Münden den Erbherrn zu Hadersleben ehelichte, den fürstlichen Oberbergfaktor zu Clausthal und Eisenfaktor zu Osterode Heinrich Philipp Hattorf (1630–1687). Die ältere Tochter Regina Margarete (1636–1701) heiratete 1651 den königlich schwedischen Kommandanten zu Bremervörde Gabriel Hüpeden (1618–1686); die zweite Tochter Anna Maria (1638–1658) war seit 1655 mit dem Stadtphysicus in Hann. Münden Werner Laurentius Berckelmann (1618–1658) verheiratet.
Spangenberg starb 1648 im Alter von 57 Lebensjahren.